# トロッコ問題
トロッコ問題（トロッコもんだい、英: trolley problem）あるいはトロリー問題とは、「ある人を助けるために他の人を犠牲にするのは許されるか？」という形で功利主義と義務論の対立を扱った倫理学上の問題・課題のひとつ。
フィリッパ・フットが1967年に提起し、ジュディス・ジャーヴィス・トムソン 、フランセス・キャム、ピーター・アンガーなどが考察を行った。人間は一体どのように倫理・道徳的なジレンマを解決するかについて、道徳心理学、神経倫理学では論題として扱われている。

## 概要
前提として、以下のトラブル (a) が発生したものとする。なお、以下で登場する「トロッコ」は路面電車を指しており、人力によって走らせる手押し車ではない。
```
(a) 線路を走っていた
トロッコ
が制御不能になった。このままでは、前方の作業員5人が轢き殺されてしまう。
```

そしてAが以下の状況に置かれているものとする。
```
(1) この時、たまたまAは線路の
分岐器
のすぐ側にいた。Aがトロッコの進路を切り替えれば5人は確実に助かる。しかしその別路線でもBが1人で作業しており、5人の代わりにBがトロッコに轢かれて確実に死ぬ。Aはトロッコを別路線に引き込むべきか？
```

なお、Aは上述の手段でしか助けられないとする（置き石その他の障害物で脱線や停止はできない）。また、Aおよびトロッコの運転手の法的責任を棚に上げ、道徳的な見解だけを問題とする。あなたは道徳的に見て「許される」あるいは「許されない」で答えよ、という問題である。
つまり、単純化すれば「5人を助けるために他の1人を殺してよいか」という問題であり、功利主義に基づくなら1人を犠牲にして5人を助けるべきである。（ただし自分が殺人者となる＝責任を問われる）しかし、義務論に従えば、誰かを他の目的のためだけに利用すべきではなく、何もするべきではない。（この場合は自分は結果を知っていた傍観者となる＝責任を問われない）

### 歩道橋問題
トロッコ問題に似た「歩道橋」問題がある。この問題では、(1) のトロッコ問題と回答傾向が異なる。この問題は、分岐器を切り替えて1人を犠牲にするかどうかではなく、1人を上から線路上に落とすかどうかを問う。
```
(2)
 Aは線路上に橋に立っており、Aの横にCがいる。Cは太っており、もし彼を線路上につき落として障害物にすれば、トロッコは確実に止まり5人は助かる。だがそうするとCがトロッコに轢かれて死ぬのも確実である。Cは状況に気づいておらず、自らは何も行動しないが、Aに対し警戒もしていないので突き落とすのに失敗するおそれは無い。Cを突き落とすべきか？
```

トロッコ問題では、1人を犠牲にすることが許されるという回答（すなわち功利主義的判断）をする人が多いのに対し、歩道橋問題では許されないという回答（すなわち義務論的判断）をする人が多い。これは二重結果の原理の一例として説明される。
少なくともこれらのようなジレンマを一貫して合理的に解決できる倫理学の指針はない。

## フィリッパ・フットによる議論
フットは人工妊娠中絶を倫理学的に検討する中で、他の様々な例題と共にトロッコ問題を提示した。その論文の趣旨は伝統的にカトリックが人工妊娠中絶について論じる際によく使う二重結果の原理について検討し、それを積極的義務と消極的義務を使った議論へと発展させるというものである。なお、フットの例題では暴走するのはトロッコではなくトラムとしていた。
フットはトロッコ問題と対になる問題として次のような「執行官問題」を紹介している。
```
ある執行官の元に群集が詰め寄ってきて、「あの犯罪の犯人を探し出せ、さもなくば我々はあのコミュニティの一派に壮絶な復讐を自ら果たす」と脅迫した。しかし真犯人は見つかりそうもなく、惨劇を防ぐには無実の人物に濡れ衣を着せて処刑するしかない。
```

このときに無実の人物を処刑すべきかというのが「執行官問題」である。また、トロッコ問題との対称性を強めた変種として、群集が5人の人質を取っていて犯人を見付けなければその5人を殺害するとした版も出している。さらに、司法の腐敗という要素を取り除くために、脅迫されているのが私人である版も出している。
フットはトロッコ問題については1人の方の線路を選ぶのを当然とする一方、執行官問題については無罪の人物を処刑するという考えは多くの人にとってぞっとするものであるとしている。その理由を二重結果の原理に基づいて説明する場合、トロッコ問題で1人が死ぬのは意図しない副作用であるが、執行官問題で1人を殺すのは意図的な計画の一部であるとしている。つまり、トロッコ問題で1人の作業員が偶然トロッコを避けられた場合、運転手はわざわざトロッコを降りてバールで作業員を殴り殺したりはしないが、執行官問題で偶然処刑に失敗した場合はもう一度処刑をやり直すだろうということである。
フットはさらに議論を発展させ、我々は他人に危害を与えない「消極的義務(negative duty)」は強く負っているが、他人を救う「積極的義務(positive duty)」はそこまで強くは負っていないという原則を採用し、トロッコ問題は5人に危害を与えないという消極的義務と1人に危害を与えないという消極的義務同士の対立であるのに対し、執行官問題については5人を救うという積極的義務と1人に危害を与えないという消極的義務の対立であると説明している。
フットはトロッコ問題と執行官問題の他にも多くの例題を挙げている。
- 洞窟内で洪水が迫ってきているなかで探検隊の先頭の1人が引っかかって出られないとき、その人物をダイナマイトで吹き飛ばすべきか。
- 墜落しつつある飛行機を人口の多い地域から少ない地域に向けるべきか。
- 貴重な医薬品を1人の命だけを救うのに使うか、5人の命を救うために使うか。
- 癌研究や移植のために人を殺すべきか。
- 複数人を救うために1人を殺して血清を作るべきか。
- ある暴君が、我々が1人を拷問しない場合5人を拷問すると脅しているとき、1人を拷問すべきか。
- ある人物が餓死すればその体を医療研究につかえるとき、食料を与えるべきか。
- 病院で5人の命を救うガスを製造する際に、1人の患者の病室に致死性のガスが発生するがその患者を移動できないとき、ガスを製造すべきか。
- 人工妊娠中絶しなければ胎児も母親も死ぬが、中絶すれば母親は助かるとき、中絶すべきか。
- ある手術をすると胎児と母親のいずれかは死ぬがいずれかは助かる場合、すべきか。
- 母親を助けるための人工妊娠中絶の際に胎児を殺す必要があるが、なにもしなければ胎児は助かって母親が死ぬ場合、中絶すべきか。

フットはトロッコ問題では1人の方の線路を選択するのを当然としており、トロッコ問題単体は功利主義と義務論を対立させるものではなかった。あくまで二重結果の原理や積極的義務と消極的義務を使えばトロッコ問題と執行官問題に対する直感的な反応の違いを説明できるという意味でのみ暗黙的に功利主義を否定しているだけである。ただし、フットのトロッコ問題では運転手は片方の線路からもう片方の線路に切り替えることができるとしているものの、切り替えなかった場合にどちらに行くのかは示しておらず、どちらか片方を選択するという前提であった。

## 倫理学以外の分析
倫理学者ではないが、生物学者マーク・ハウザーはネット上でこれに類する30以上の質問を行い、何故そのような判断を行ったかの理由を聞いた。回答した500人の内3割ほどしか自分の判断を正当化できなかった（質問と他の質問との違いを正しく認識し、それが自分の判断の基礎となっていることを示せた場合に「正当化に成功した」と判断された）。また5,000人以上が回答したテストでは、最初の質問に対して89 %の人が「許される」と答えたのに対して、2番目の質問に「許される」と回答したのは11 %であった。3番目の質問には56 %が「許される」と答え、4番目の質問は72 %が「許される」と答えた。この傾向には教育の程度、宗教的背景、民族などの影響がほとんどなかった。
意図的な行動の結果の害には責任を問われ、ただ単にその結果が予見されたに過ぎないときには責任を問われないことをダブルエフェクトと呼ぶ。1と4を許されると回答している人の割合が大きいのは、直観的に人がダブルエフェクトを考慮していることで説明できるかも知れない。ハウザーの主張は、人の道徳的判断は理性と理論よりも、直観と感情の影響を受けていると言うことである。そしてどのような要因が非道徳的と判断されるのかを次の3つにまとめた。
- 行動の原理：行動による害（例えば誰かが死ぬような出来事）は行動しなかったことによる危害よりも、非道徳的だと判断される
- 意図の原理：意図を持ってとった行動は、意図を持たずにとった行動よりも非道徳的だと判断される
- 接触の原理：肉体的な接触を伴う危害は、肉体的な接触のない危害よりも非道徳的だと判断される

神経哲学者ジョシュア・グリーンによれば、特に2番目の質問では他の質問と異なる脳の部位が反応する。人を直接死に追いやるとき、強く否定的な反応を示すようである。
米Time誌の記事によれば調査対象の約90パーセントが5人を救うために1人を突き落とすとした、とのことである。
人工知能が制御する自動運転車においても、衝突が避けられない状況でAIの判断基準をどのように設計するかという問題とも関連している。

## 批判
2014年の論文では、研究者たちはトロッコ問題の使用を批判し、とりわけそれが提示するシナリオは極端すぎており、現実の道徳的状況とは無関係であるため、有用でも教育的でもないと指摘した。また、2018年の別の論文でも、トロッコ問題は功利主義の部分的な尺度にしかならないと批判されている。